# Hibbertia planifolia
Hibbertia planifolia är en tvåhjärtbladig växtart som beskrevs av Toelken. Hibbertia planifolia ingår i släktet Hibbertia och familjen Dilleniaceae. Inga underarter finns listade i Catalogue of Life.